# Koloman Wallisch

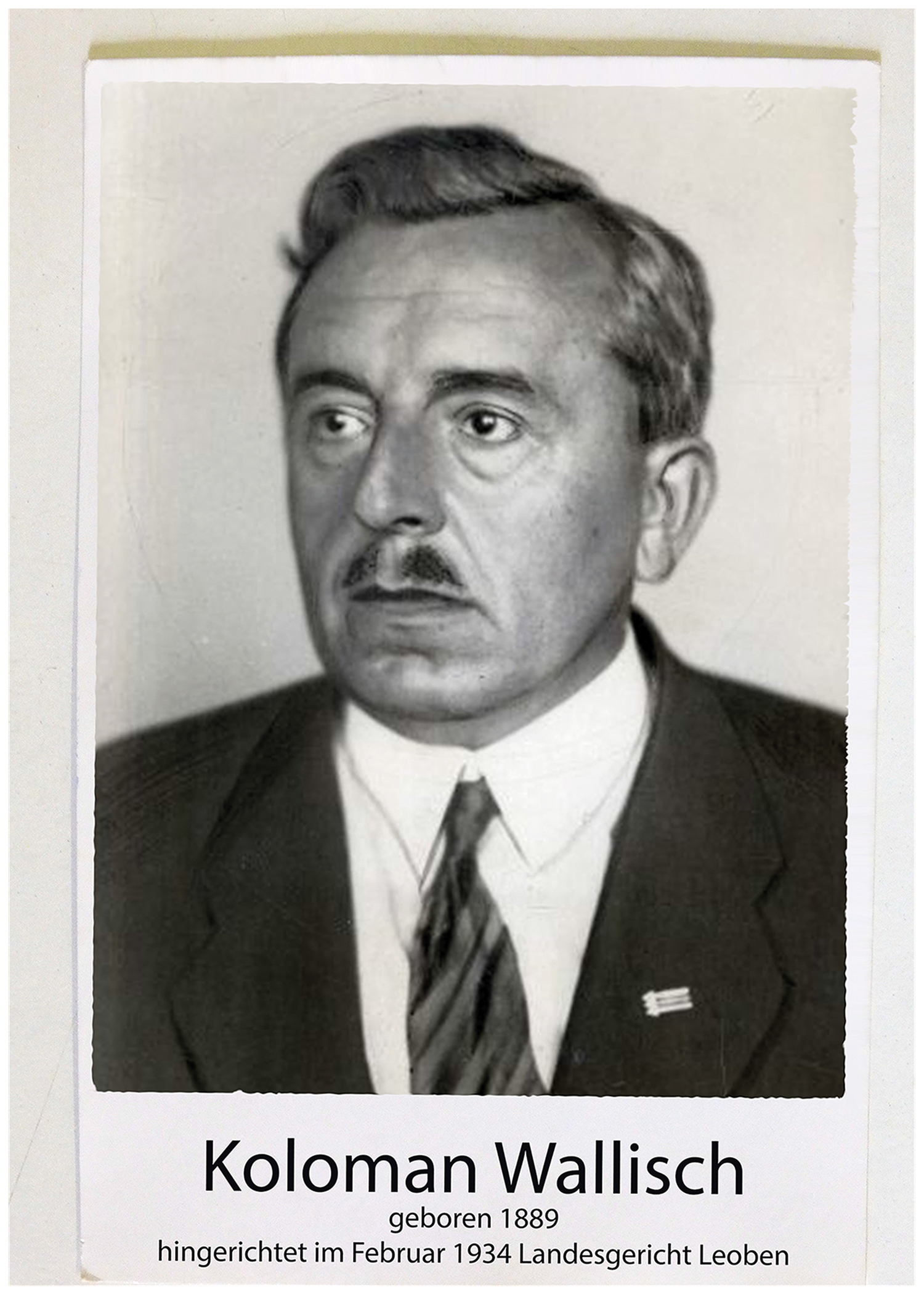
Abbildung von Koloman Wallisch

Koloman Wallisch, ungarisch Wallisch Kálmán, (* 28. Februar 1889 in Lugos, Königreich Ungarn, Österreich-Ungarn; † 19. Februar 1934 in Leoben) war ein österreichischer Politiker (SDAP). Er war unter anderem Abgeordneter zum steirischen Landtag und von 1930 bis 1934 zum Nationalrat. Er gehört zu jenen neun Personen, die nach den Februarkämpfen 1934 zum Tode verurteilt und hingerichtet wurden.

## Leben
Koloman Wallisch wurde als Sohn einer Familie Banater Schwaben im ungarischen Teil der Habsburgermonarchie geboren. Nach dem frühen Tod des Vaters musste er die Volksschule verlassen und begann als Elfjähriger eine Maurerlehre. Im Jahr 1905 trat er in die Gewerkschaft ein und engagierte sich in der ungarischen sozialdemokratischen Partei (Szociáldemokrata Párt, SZDP). Wie damals üblich, ging er nach dem Abschluss seiner Lehre als Wandergeselle auf Wanderschaft, die ihn in den österreichischen Teil der Monarchie und nach Deutschland führte.
1910 wurde er als 21-Jähriger zum dreijährigen Militärdienst eingezogen. In dieser Zeit lernte er auch seine spätere Frau Paula Wallisch kennen. Als 1914 der Erste Weltkrieg ausbrach, wurde er erneut eingezogen und diente in der k.u.k. Armee. Zunächst in Szeged im Banat stationiert, wurde er später an der russischen Front in Galizien und danach an der italienischen Front eingesetzt. Schon in seiner Jugend der Arbeiterbewegung angehörend, machte ihn das Fronterlebnis endgültig zum engagierten Sozialdemokraten.

### Ungarische Räterepublik
Als sich die k.u.k. Armee im November 1918 chaotisch auflöste und die ungarischen Regimenter die Front verließen, kehrte er ins Banat zurück. Das Königreich Ungarn befand sich im Zusammenbruch und Wallisch begann sofort nach seiner Ankunft in Szeged, die sozialdemokratischen Vertrauensleute zu organisieren. Eine Streikwelle, Antikriegsdemonstrationen und Landbesetzungen erschütterten das Land. In Budapest bildete sich zunächst eine bürgerlich-liberale Regierung unter Mihály Károlyi, die auch die Unterstützung der Sozialdemokraten hatte, während das Banat von französischen Truppen zusammen mit ihren serbischen und rumänischen Verbündeten besetzt wurde. Im multiethnischen Banat war das sozialistische, internationalistische Modell eine attraktive Alternative zum Nationalismus, der eine Teilung des Banats entlang ethnischer Grenzen forderte. Wallisch organisierte dort einen Arbeiterrat und knüpfte entgegen der sozialdemokratischen Parteilinie Kontakte zu lokalen Vertretern der ungarischen Kommunisten unter János Udvardi.
Im März 1919 stürzte die bürgerliche Regierung Károlyi in Budapest. Unzufrieden mit der katastrophalen Versorgungslage hatten die Gewerkschaften einen Generalstreik ausgerufen und zwangen die Sozialdemokraten, ihre Unterstützung dieser Regierung aufzugeben. Der linke Flügel der Partei übernahm nun die Macht und konnte eine Zusammenarbeit mit der erst im November 1918 gegründeten, aber rasant wachsenden Kommunistischen Partei (KMP) durchsetzen. Am 21. März 1919 wurde in Budapest die Ungarische Räterepublik ausgerufen unter der faktischen Führung von Béla Kun. Diese hatte jedoch nur militärische Verfügungsgewalt in Kernungarn, während das Banat unter Besatzung der Entente stand. Deshalb bildeten linke Sozialdemokraten und Kommunisten in Szeged ein eigenes Revolutionäres Exekutivkomitee (REK). Wallisch, einer der führenden Funktionäre der lokalen linken Sozialdemokraten, wurde dabei von den in der Stadt befindlichen Soldaten unterstützt. Es wurde eine Rote Armee gegründet und in der Stadt die Diktatur des Proletariats ausgerufen, die auch vom verbliebenen ungarischen Behördenapparat und zahlreichen Vereinen unterstützt wurde. Unter den Augen der schwachen französischen Besatzungsmacht sollten nun radikale sozialistische Reformen nach dem Vorbild der russischen Bolschewiki umgesetzt werden. Am 23. März beschloss das REK als erste, auch von Wallisch unterzeichnete Maßnahme eine genaue Auflistung aller Vorräte an Lebensmitteln und Kleidung aller Haushalte und Geschäfte, um eine gerechte Verteilung unter der notleidenden Bevölkerung zu gewährleisten. Daneben wurden zahlreiche Großbetriebe enteignet und in das Eigentum der Stadtgemeinde überführt. Am 25. März wurde ein Erlass über die Pflichtversicherung der Arbeiter verabschiedet sowie begonnen, den Unterricht in den Schulen nach sozialistischen Grundsätzen umzugestalten. Ferner wurden die Landbesitzer aufgefordert, ihre Äcker zu bestellen, andernfalls würden diese enteignet. Um diese Maßnahmen durchzusetzen, wurde eine Hilfspolizei aus Gewerkschaftern und Soldaten aufgestellt, die „Volkswache“ oder „Rote Wache“.
Dies ging der französischen Besatzungsmacht zu weit und sie stellte dem REK am 26. März ein Ultimatum. Am folgenden Tag marschierte die französische Armee ein und die auf Grund der Abrüstungsbestimmungen nur leicht bewaffneten ungarischen Revolutionäre mussten sich ergeben. Die fünftägige Kommune von Szeged war damit beendet. Wallisch floh mit zahlreichen Getreuen aus der Stadt ins nordwestlich gelegene Kiskunfélegyháza, das außerhalb des Besatzungsgebietes lag. Von dort aus wollten sie die weitere, nur noch im Untergrund mögliche Arbeit in Szeged und Umgebung organisieren. Wallisch wurde nun zum Kontaktmann zwischen dieser Banater Exilgruppe und der Räteregierung in Budapest. Er wurde auch in ein revolutionäres Gerichtstribunal gewählt, das unter seinem Vorsitz am 2. April fünf Angeklagte wegen konterrevolutionärer Aktivitäten verurteilte, einen davon zum Tode. Alle Verurteilten wurden jedoch wenig später begnadigt. Am 10. Juni wurde Wallisch in das Präsidium des lokalen Arbeiter-, Soldaten- und Bauernrates gewählt. Eine Landreform wurde diskutiert, aber mit Rücksicht auf die bereits fortgeschrittene Anbauperiode auf später verschoben. Ebenfalls im Juni 1919 nahm Wallisch als Delegierter in Budapest am Rätekongress der nun vereinigten Arbeiterpartei teil. Dort vertrat er in einem Referat die Position der Dritten Internationale, befürwortete die Vereinigung von Sozialdemokraten und Kommunisten und meinte: „Was den Namen betrifft, bin ich der Ansicht, dass wir aufrichtig sein und offen sagen sollen, was wir sind: Kommunisten.“
Die ungarische Räterepublik sah sich im Sommer 1919 jedoch wachsendem Druck der Nachbarländer ausgesetzt, die unter Duldung der Entente eigene Gebietsansprüche durchsetzen wollten. Um dem entgegenzuwirken, versuchte die Szegediner Exilgruppe im Banat einen Generalstreik gegen die Konterrevolution und die französische Besatzungsmacht zu organisieren. Szeged war in der Zwischenzeit jedoch zu einem Sammelpunkt rechter ungarischer Kräfte geworden; der frühere Admiral Miklós Horthy hatte hier eine konservative Gegenregierung gebildet. Als nun im August 1919 tschechoslowakische und rumänische Truppen immer weiter vorrückten und schließlich Budapest einnehmen konnten (Ungarisch-Rumänischer Krieg), zerbrach die Räterepublik. Der rechte Flügel der Sozialdemokraten verließ die zwangsvereinigte Arbeiterpartei und versöhnte sich mit den bürgerlichen Kräften.

### Exil in Österreich
Wegen des nun einsetzenden Weißen Terrors mussten die Funktionäre der Räterepublik ins Ausland fliehen. Koloman Wallisch ging zunächst nach Marburg in Jugoslawien. Nachdem er dort versucht hatte, Streiks zu organisieren, wurde er nach Österreich ausgewiesen. Dort landete Wallisch in der Steiermark und war in der Folge – trotz ursprünglichen Misstrauens der sozialdemokratischen Partei wegen seiner kommunistischen Vergangenheit – Parteisekretär in Fürstenfeld, Parteisekretär und Gemeinderat in Bruck an der Mur, Landesparteisekretär der SDAP, steirischer Landtagsabgeordneter und von 1930 bis 1934 Abgeordneter im österreichischen Nationalrat.
Nach dem Justizpalastbrand am 15. Juli 1927 riefen die Sozialdemokraten österreichweit zu einem eintägigen Generalstreik auf und versetzten den Schutzbund in Alarmbereitschaft. In Bruck an der Mur rief ein Arbeiterexekutivausschuss unter Wallischs Leitung am 16. Juli den Ausnahmezustand aus. Nach Darstellung des Heimatblock-Abgeordneten und großdeutschen Vizebürgermeisters von Bruck an der Mur, Viktor Hornik, im steirischen Landtag vom 25. Juli 1927 hatte Wallisch ihn und andere Vertreter des örtlichen Bürgertums damit konfrontiert, die Übertragung der Aufrechterhaltung der öffentlichen Sicherheit von der Gendarmerie auf den Schutzbund zu akzeptieren und andernfalls „sofortige Gewaltanwendung“ angedroht. In einer Rede auf dem Hauptplatz von Bruck an der Mur erklärte Wallisch am 16. Juli:

„Der Polizeipräsident in Wien hat gegen die Arbeiter das Standrecht verhängt und es dürfen nicht mehr als drei Personen beisammen stehen. Als Antwort werden wir in Bruck an der Mur das Standrecht verhängen und auch von den Bürgern dürfen nicht mehr als drei beisammen stehen. Wir haben erzwungen, dass auch die Bürger mitstreiken müssen und alles muss ruhen […] Wir haben hier eine schwarze Fahne gehisst zum Zeichen der Trauer, aber auch die rote Fahne, das Symbol der proletarischen Macht, weht auf unserem Rathaus.“

Der Führer des Steirischen Heimatschutzes, Walter Pfrimer, mobilisierte am 17. Juli den Heimatschutz und drohte mit einem Marsch auf Bruck und Graz, sollte der Streik nicht am 18. Juli beendet werden. Zwar wurde das Ultimatum zurückgewiesen, doch verständigten sich die Sozialdemokraten mit Landeshauptmann Hans Paul auf ein geordnetes Ende des Streiks.
In der Sitzung des steirischen Landtags vom 25. Juli 1927 standen die Vorgänge in Bruck an der Mur im Mittelpunkt. Der sozialdemokratische Landeshauptmann-Stellvertreter Reinhard Machold sprach von einer „Dummheit“, die seine Partei sofort abgestellt habe. Landeshauptmann Paul bejahte, dass Wallisch zur gesetzlichen Verantwortung
gezogen werden solle. Am 3. November gelangte der Antrag des Kreisgerichtes Leoben auf Strafverfolgung an den Gemeinde- und Verfassungsausschuss des Landtages. Obwohl die Sozialdemokraten einwandten, Wallischs Vorgehen in Bruck an der Mur habe lediglich Todesopfer und Verletzte wie in Wien verhindern sollen, und dass auch die ungesetzlichen Aktionen der Heimwehr berücksichtigt werden müssten, wurde dem Auslieferungsantrag im Landtag mit Mehrheit stattgegeben. Das Verfahren gegen Wallisch wurde eröffnet, im Juli 1928 von der Staatsanwaltschaft aber eingestellt.

### Februar 1934
Am 12. Februar 1934 setzten sich Linzer Angehörige des Republikanischen Schutzbundes gegen Waffensuchungen im Hotel Schiff zur Wehr. Der Vorstand der sozialdemokratischen Partei in Wien rief den Generalstreik aus und alarmierte den Schutzbund. Auch in Bruck an der Mur brachen Kämpfe aus. Bewaffnete Schutzbündler besetzten die wichtigsten Plätze der Stadt und griffen Gebäude an, in denen sich Angehörige der regierungsnahen Wehrverbände und der Gendarmerie verschanzt hatten. Während Hubert Ruhs das militärische Kommando führte, kam Wallisch, der selbst keine Leitungsfunktion im Schutzbund hatte, aus Graz nach Bruck, um die politische Organisation zu übernehmen. Mit Anrücken von Einheiten des Bundesheeres verließen die Schutzbündler am Morgen des 13. Februar ihre Stellungen. Mit anfänglich 400 Mann versuchte Wallisch, über die Berge nach Süden zu gelangen. Aufgrund schlechter Witterungsbedingungen zerstreute sich die Gruppe allmählich. Auf Wallisch, den man als „Verführer“ ausgemacht haben wollte, wurde ein Kopfgeld von zunächst 1.000, dann 5.000 Schilling ausgesetzt. Bei den Kämpfen im Bezirk Bruck starben elf Schutzbündler, zwei Gendarmen, ein Soldat, ein Mitglied des Schutzkorps sowie drei Unbeteiligte. 40 Menschen wurden schwer verwundet.
Am 18. Februar 1934 wurde Wallisch in Ardning (Bezirk Liezen) verhaftet und am folgenden Tag gemeinsam mit Ruhs im Kreisgericht Leoben vor ein Standgericht gestellt und zum Tode verurteilt. Um ihn zum Tode verurteilen zu können, war die Wirksamkeit des Standrechts verlängert worden. Dem Historiker Rudolf Neck zufolge wurde Wallisch „aus niederen Rachemotiven ein in jeder Hinsicht unfairer Prozeß gemacht. […] Auf Grund der Aktenlage handelt es sich um einen von oben anbefohlenen Justizmord, für den Dollfuß, Schuschnigg und Fey gemeinsam die Verantwortung tragen.“ Martin F. Polaschek stellt fest, dass Wallisch weniger wegen seiner aktiven Teilnahme am Aufstand, sondern in erster Linie wegen seiner Position in der Arbeiterbewegung verurteilt wurde. Für die Verhandlung gegen Wallisch und Ruhs wurde das Gerichtsgebäude streng abgesperrt und durch eine Infanteriekompanie und eine Maschinengewehrabteilung bewacht. Beginn der Hauptverhandlung war um 14.14 Uhr, Ende um 20.45 Uhr. Vorsitzender des Standgerichts war Senatsvorsitzender Oberlandesgerichtsrat Fritz Marinitsch, beisitzende Richter waren Oberlandesgerichtsrat Augustin Brunner, Landesgerichtsrat Hans Petsche und Landesgerichtsrat Walter Hotter. Die Anklage wurde von Staatsanwalt Paul Suppan vertreten. Als Pflichtverteidiger für Wallisch wurde vom Gericht der Rechtsanwalt Helmut Wagner bestellt. Um 19 Uhr ließ Bundeskanzler Dollfuß telefonisch beim Kreisgericht nachfragen, warum die Verhandlung gegen Wallisch so lange dauerte und er noch nicht verurteilt sei. Bei der Urteilsverkündung um 20.40 Uhr wurden schließlich beide Angeklagte zum Tode verurteilt. Während Ruhs ein Gnadengesuch an den Bundespräsidenten richtete, verzichtete Wallisch auf ein solches, doch formulierte sein Verteidiger von Amts wegen eines für ihn. Um 22.23 langte die Antwort auf die Gnadengesuche ein. Während Ruhs zu lebenslänglicher Freiheitsstrafe begnadigt wurde, wurde Wallisch am 19. Februar kurz vor Mitternacht im Hof des Kreisgerichtes Leoben am Würgegalgen hingerichtet, als Scharfrichter fungierte der Wiener Fleischhauer Franz Spitzer. Spitzer war normalerweise einer der beiden Assistenten des Scharfrichters Johann Lang. Als die Leiche des Gehängten zwei Stunden später vom Galgen abgenommen und in den vorbereiteten Sarg gelegt wurde, sagte Spitzer nach der Erinnerung eines inhaftierten Schutzbündlers: „Bei Ihnen war es mir ein besonderes Vergnügen, Herr Wallisch.“

## Gedenken

### Grabstätte

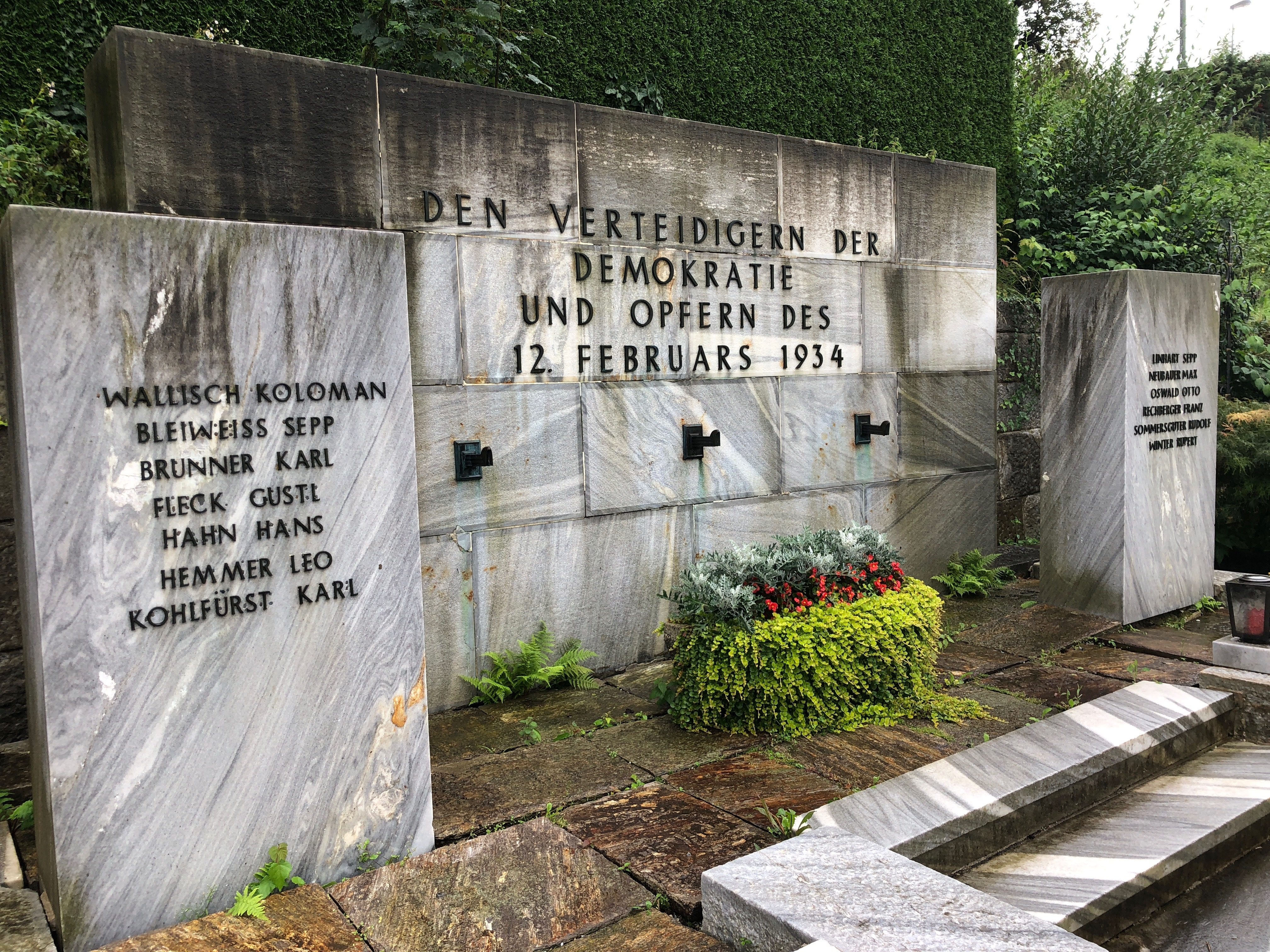
Das Grabdenkmal der Freiheitskämpfer 1934 am Friedhof St. Ruprecht in Bruck an der Mur

Nach der Hinrichtung wurde Wallisch noch in der Nacht in einem anonymen Grab auf dem Zentralfriedhof Leoben begraben. Die Lage der Grabstätte wurde jedoch rasch von Arbeitern ausfindig gemacht und entwickelte sich – trotz aller Versuche der Behörden, das Grab geheim zu halten – zu einer regelrechten Pilgerstätte. Die Exekutivorgane hatten Mühe, täglich die nächtens gebrachten Blumen, Kerzen und Botschaften zu entfernen. Zu Ostern musste der Friedhof sogar abgeriegelt werden, da eine Demonstration der Arbeiterschaft befürchtet wurde. Paula Wallisch durfte das Grab ihres Mannes nicht besuchen.
Später wurden die sterblichen Überreste Wallischs bei Nacht und Nebel durch eine Gruppe von Mitgliedern des Schutzbundes sowie der Sozialdemokratischen Partei exhumiert und auf den Friedhof St. Ruprecht in Bruck an der Mur übertragen. Die Umbettung erfolgte unter so großer Geheimhaltung, dass auch die vom katholischen Pfarramt St. Ruprecht geführten Friedhofsunterlagen darüber keine Angaben enthalten. Anlässlich von Wallischs 15. Todestag wurde dort am 20. Februar 1949 das „Grabdenkmal der Freiheitskämpfer“ im Rahmen einer Gedenkkundgebung enthüllt. Daran nahmen der ehemalige Kommandant des Schutzbundes und Wiener Bürgermeister Theodor Körner, Vizekanzler Adolf Schärf sowie zahlreiche andere sozialdemokratische Politiker teil, ebenso die inzwischen als Nationalrätin fungierende Witwe Koloman Wallischs. Das „Grabdenkmal der Freiheitskämpfer“ nennt die Namen Wallischs und weiterer 12 gefallener Angehöriger des Schutzbundes, die bei den Februarkämpfen 1934 in Bruck an der Mur umkamen, und trägt die Widmung „Den Verteidigern der Demokratie und Opfern des 12. Februars 1934“.

### Benennungen

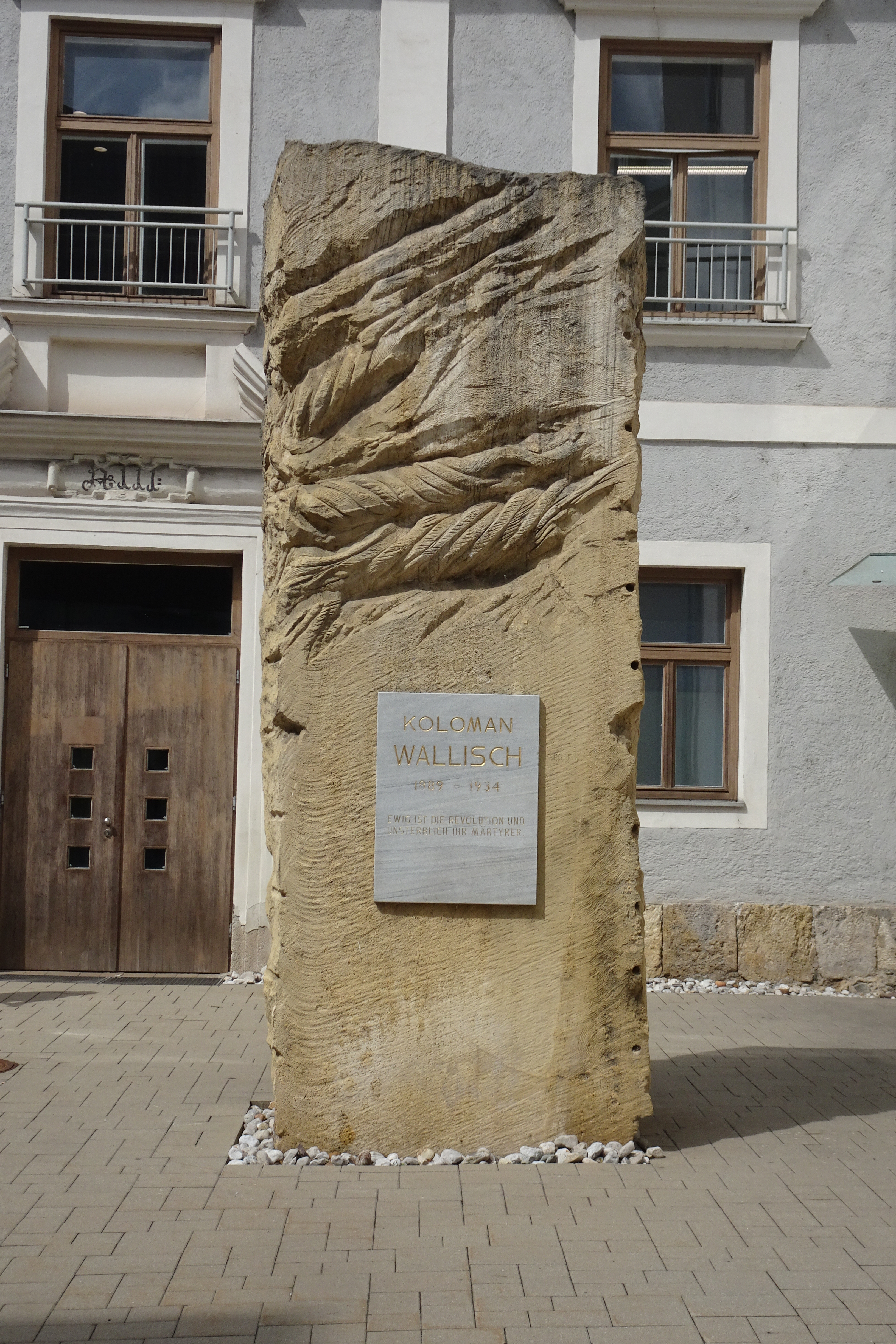
Gedenkstele für Koloman Wallisch beim Osteingang des LCS

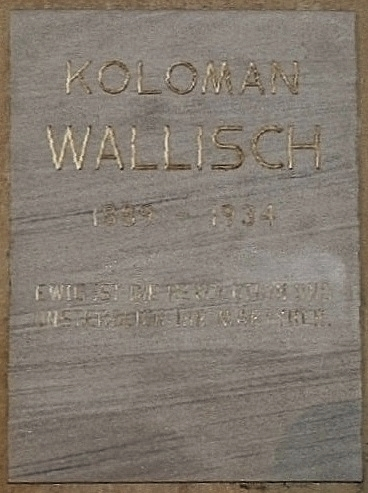
Leoben, Gedenktafel auf der Stele

Zum Gedenken an Wallisch wurden nach dem Zweiten Weltkrieg in den obersteirischen Städten Bruck an der Mur (1945), Kapfenberg (1945) und Leoben (2007) Plätze in „Koloman-Wallisch-Platz“ umbenannt. Am 20. Februar 1949 fand eine Gedenkkundgebung für die Februarkämpfer am Grabe Wallischs in Bruck statt.

### Denkmäler
- Leoben: Denkmal in Form eines Gesteinsblocks mit Erinnerungstafel, aufgestellt am „Koloman-Wallisch-Platz“ beim Osteingang des LCS (diese Erinnerungstafel befand sich einst im ehemaligen Galgenhof des Kreisgerichtes)[24]
- Bruck an der Mur: Gedenktafel beim „Koloman-Wallisch-Platz“ (2006)[25]
- Wien: Gedenktafel an der Fassade des Parlamentsgebäudes (2003)[26][27]
- Krems: Gedenktafel in Krems-Lerchenfeld[28] in der Koloman-Wallisch-Straße.
- Tulln: Gedenktafel beim Stadtfriedhof

### Rezeption in der Kunst
Anna Seghers schrieb 1934 die Erzählung Der letzte Weg des Koloman Wallisch, die im Juli desselben Jahres in der von Grete Weiskopf herausgegebenen Exilzeitschrift Neue deutsche Blätter veröffentlicht wurde. Der Text hat die Form einer Reportage, Seghers folgt zehn Wochen nach dem Tod Wallischs seinem „letzten Weg“ in Bruck an der Mur und berichtet davon in der Ich-Form. Durch Dialoge mit Leuten, die sie dort trifft, werden mehrere Perspektiven auf Wallisch eröffnet: Während ein Holzhändler ihn als Hetzer und Kommunisten bezeichnet, nennt ihn ein „Genosse“ einen Kommunistenfresser und Antibolschewiken. Es entsteht ein „durchaus widersprüchliches Bild“ der Titelfigur, trotz der Reportageform spielt Seghers zugleich aber mit Anklängen an die Passionsgeschichte.
Bertolt Brecht verfasste vermutlich in den Jahren 1935 und 1936 eine Koloman-Wallisch-Kantate, die jedoch Fragment blieb, obwohl Brecht weiter daran arbeitete und es 1949 konkrete Pläne zur Vertonung durch Hanns Eisler gab. Ein Ausschnitt daraus wurde erstmals 1965 in einem Gedichtband aus dem Nachlass veröffentlicht, das gesamte Fragment zuerst 1982 im Rahmen der Weimarer Ausgabe von Brechts Werken, besorgt von Herta Ramthun. Das Kernstück der Kantate ist die von Brecht so genannte „Ballade“, ein Bericht der Ereignisse in gebundener Sprache, der sich in wesentlichen Dingen auf das 1935 erschienene Buch Ein Held stirbt von Paula Wallisch, der Witwe des Getöteten, stützte. Die „Ballade“ wird unterbrochen von Liedern sowie Antiphon-artigen Dialogen zwischen -einem „Vorleser“ und einem Chor. Das Ende der „Ballade“ weckt erneut Assoziationen zur Passion:

„Im Februar vierunddreißig

Der Menschlichkeit zum Hohn

Hängten sie den Kämpfer

Gegen Hunger und Fron

Koloman Wallisch

Zimmermannssohn.“

Im Zusammenhang mit Wallischs Nachleben spricht der sozialdemokratische Historiker Helmut Konrad von einer „beinahe religiösen Überhöhung“ für „viele, die in der hagiographischen Traditionsbewahrung der Februarkämpfe ihre politische Selbstdefinition fanden“. In diese Kategorie fällt etwa das von Paul Keri verfasste Büchlein Soldat der Revolution - Koloman Wallisch, das 1934 in Prag von sozialdemokratischen Exilanten herausgegeben wurde und Charakterzüge einer politisch-moralischen Erbauungsschrift trägt.